# Golyšmanovskij rajon
Il Golyšmanovskij rajon (in russo Голышмановский район?) è un rajon dell'Oblast' di Tjumen', nella Russia asiatica.